# 無声歯茎側面摩擦音
無声歯茎側面摩擦音（むせい しけい そくめん まさつおん）とは子音の種類の一つ。舌端と歯茎で舌の中央に閉鎖を作り、舌の脇の隙間から空気を通すことによって生じる摩擦の音。国際音声字母では [ɬ] と書く。

## 特徴
- 気流の起こし手 - 肺臓気流機構からの呼気。
- 発声 - 声帯の振動を伴わない無声音。
- 調音
  - 調音位置 - 舌端と歯茎による歯茎音。
  - 調音方法
    - 口腔内の気流 - 舌の脇を気流が通る側面音。
    - 調音器官の接近度 - 隙間を作って空気が通りにくくし、そこを気流が通って起こる摩擦音。
      - 上記二項の特徴を併せ持った側面摩擦音。

    - 口蓋帆の位置 - 口蓋帆を持ち上げて鼻腔への通路を塞いだ口音。

## 無声側面接近音との違い
無声の側面摩擦音と無声の側面接近音はしばしば区別せずに記述されるが、音声学的に両者は区別可能である。
有声の側面接近音[l]を、口の構えはそのままで無声にすると、無声の側面接近音[l̥]にはならず、側面摩擦音になる。これは、有声音に比べて無声音の方が気流が速く流れるためである。口の開きをより大きくすると、無声の側面接近音を発することができる。

## 言語例
- ウェールズ語 - 「ll」で表記される。
- ズールー語（ニジェール・コンゴ語族の言語） - 「hl」で表記される。
- モンゴル語 - л
- 中国語の方言
  - 莆仙語（莆田話） - 「沙」など。
  - 広東語四邑方言（台山語） - 広州標準音の「s」音の一部（「士」など）に代わって用いられる。
- アミス語[要出典]（台湾諸語の一つ）
- ユピック語（エスキモー(イヌイット)・アレウト語族の言語）